# Tomopterna krugerensis
Tomopterna krugerensisés una espècie de granota que viu a Angola, Botswana, Moçambic, Namíbia, Sud-àfrica, Eswatini i Zimbàbue.